# Émile Zola
Émile Zola (2. dubna 1840 Paříž – 29. září 1902 Paříž) byl francouzský spisovatel a novinář.
Je považován za vůdce a ideového mluvčího  naturalismu a je jedním z nejznámějších francouzských romanopisců. Na literární úrovni je známá především jeho románová freska  Rougon-Macquartové (Les Rougon-Macquart), která ve dvaceti svazcích zachycuje francouzskou společnost za Druhého císařství na příběhu několika generací rodiny Rougon-Macquartů a jejích představitelů. Z toho cyklu se nejvíce proslavily romány Štěstí Rougonů (La Fortune des Rougon, 1870), Břicho Paříže (Ventre de Paris,1873), Zabiják (L'Assommoir, 1877), Nana (Nana, 1880), Germinal (Germinal, 1885), Lidská bestie (La Bete humaine,1890).
Svými pokrokovými názory měl velkou zásluhu na liberalizaci politického života ve Francii. Významně se angažoval zejména v Dreyfusově aféře, kdy otevřeným dopisem prezidentu republiky pod názvem J'accuse (Žaluji) hájil nevinu kapitána Alfreda Dreyfuse, neprávem odsouzeného za špionáž. 

## Život

### Dětství v Aix-en-Provence
Émile Zola se narodil v Paříži roku 1840. Jeho otec, François Zola (původně Francesco Zola), byl italský inženýr, narozen v Benátkách roku 1795. Jeho matka, Émilie Aubert, byla Francouzka. Když Émilovi byly 3 roky, s rodinou se přestěhovali do jižní Francie, zde Zolův otec začal pracovat na stavbě zavodňovacího kanálu, který měl svést říční vodu k městečku Aix-en-Provence. Otec o čtyři roky později, roku 1847, náhle zemřel a na jeho společnost byl vyhlášen konkurz. Émile vyrůstal sám se svou babičkou a matkou, která mu byla nablízku až do své smrti v roce 1880 a silně ovlivnila jeho práci i život.  Od raného mládí byl vášnivý čtenář a předsevzal si, že bude spisovatelem.  Už v  šesté třídě  psal román o křížových výpravách. 
Na škole v Aix-en-Provence našel dva celoživotní přátele, kterými byli pozdější inženýr a astronom Jean-Baptistin Baille a zejména malíř Paul Cézanne. Ten měl hlavní podíl na Zolově zájmu o výtvarné umění a malířství. Malíř a spisovatel se desítky let pravidelně stýkali, vyměňovali si bohatou korespondenci a dokonce si i finančně pomáhali.  Postupem času,  zejména po vydání románu Dílo (L'Œuvre, 1886),  však jejich přátelství vyhaslo. Cézanne se údajně při čtení románu poznal v postavě malíře Clauda Lantiera a hluboce se ho dotklo, že jeho přítel v něm vidí neúspěšného umělce. Tato interpretace byla dlouho založena na dopise, který Cézanne  poslal Zolovi v dubnu 1886 a byl považován za poslední. Obecně přijímanou teorii o definitivním rozchodu mezi oběma přáteli  po vydání románu Dílo  však zpochybňuje objev dopisu (v roce 2013), který Cézanne napsal Zolovi 28. listopadu 1887.  Je skutečností, že potom se už nikdy nesetkali a zatím nebyla nalezena žádná další korespondence. Za jejich  odcizením lze vidět spíše vzájemné nedorozumění způsobené dvěma zásadně odlišnými uměleckými přístupy a nalezením vlastní životní cesty než  uraženou ješitnost.

### Začátky v Paříži
V roce 1858 se Zola přestěhoval  k matce do Paříže, kde se znovu setkal se svým kamarádem z dětství, Paulem Cézannem. Žil ve skromných podmínkách a doufal, že dosáhne úspěchu.  V roce 1859 dvakrát propadl u maturity a toto selhání ho hluboce poznamenalo.  Zklamal svou matku a uvědomoval si, že bez  řádně ukončeného vzdělání bude jen obtížně hledat zaměstnání.   V dubnu 1860 nastoupil jako úředník na celnici, ale už po dvou měsících odešel. Po delším období bez práce nastoupil v březnu 1862 do reklamního oddělení v nakladatelství Louise Hachetta.   Ve volném čase se věnoval psaní. V novinách vyšly jeho první články a v roce 1864 kniha povídek  Povídky Ninoně (Les Contes à Ninon), která byla příznivě přijata. Jeho zájem o výtvarné umění ho přivedl do okruhu impresionistických malířů jako byli  Édouard Manet, Camille Pissarro, Auguste Renoir, Alfred Sisley a Johan Barthold Jongkind.
Na konci roku 1864 se Zola seznámil s Éléonore Alexandrine Meleyovou. V roce 1865 Zola opustil svou matku a přestěhoval se se svou partnerkou do čtvrti Batignolles, oblasti, kde se nacházela hlavní vydavatelství novin. Alexandrine vykonávala příležitostné práce, aby zajistila prostředky na obživu. V květnu 1870 se vzali a v září se přestěhovali do Marseille, aby se vyhnuli obléhání Paříže během prusko-francouzské války. Kvůli své krátkozrakosti a jako živitel rodiny nebyl mobilizován. V prosinci pak Zola odjel do Bordeaux, kde sídlila vládní delegace. Spolu s republikánskými přáteli se pokusil dosáhnout toho, aby byl jmenován podprefektem v Aix-en-Provence nebo Castelsarrasin. Nakonec byl přijat pouze jako tajemník ministra Alexandra Glais-Bizoina, který byl jedním ze zakladatelů novin Tribune.  Do Paříže se vrátili koncem května 1871 po Krvavém týdnu a porážce Komuny.   

### Novinář a spisovatel
Na začátku roku 1866 se Émile Zola rozhodl odejít z nakladatelství Hachette a živit se perem. První novinářské úspěchy, mimo jiné pochvalný článek o obraze Olympia Eduarda Maneta z roku 1866, zahájily jeho dráhu novináře a spisovatele. Od roku 1866 Zola  pravidelně přispíval  do literárních a umělecko-kritických rubrik různých novin. V ostrých kritikách napadal řadu významných postav tehdejšího literárního světa. Jako výtvarný kritik  se stal mluvčím impresionistů. Jeho články  byly vydány ve sbornících Mé nenávisti (Mes haines, 1866) a Můj salón (Mon salon, 1866), v roce 1867 vydal monografii Édouard Manet. Denní tisk mu umožňoval rychle publikovat své texty a předvádět tak své spisovatelské kvality širokému publiku. Ve věku 26 let  napsal dva sloupky pro noviny L'Événement a  časopis  L'Illustration mu otiskl dvě povídky, které se setkaly s jistým úspěchem. Od té doby byly jeho příspěvky stále četnější: několik stovek článků v nejrůznějších časopisech a novinách, jako byly například  L'Événement a L'Événement illustré, La Cloche, Le Figaro, Le Voltaire, Le Sémaphore v Marseille a Le Bien public v Dijonu. Kromě kritiky (literární, výtvarné nebo dramatické) vydal Zola v tisku sto povídek a všechny své romány na pokračování. Velkého úspěchu dosáhl jeho román Tereza Raquinová (1867). Tisk využíval  jako nástroj k propagaci své literární tvorby. Pro svá první díla psal hotové recenze, které osobně adresoval všem pařížským literárním kritikům a na oplátku dostával řadu článků. Věnoval se  také polemické žurnalistice, v níž dával najevo své názory a prosazoval své estetické, ale i politické postoje. Prostřednictvím Manetových přátel se Zola připojil k novému republikánskému týdeníku La Tribune, kde uplatnil svůj polemický talent psaním  protiimperiálních satir. Jeho nejostřejší útoky na Druhé císařství byly  publikovány v La Cloche. 

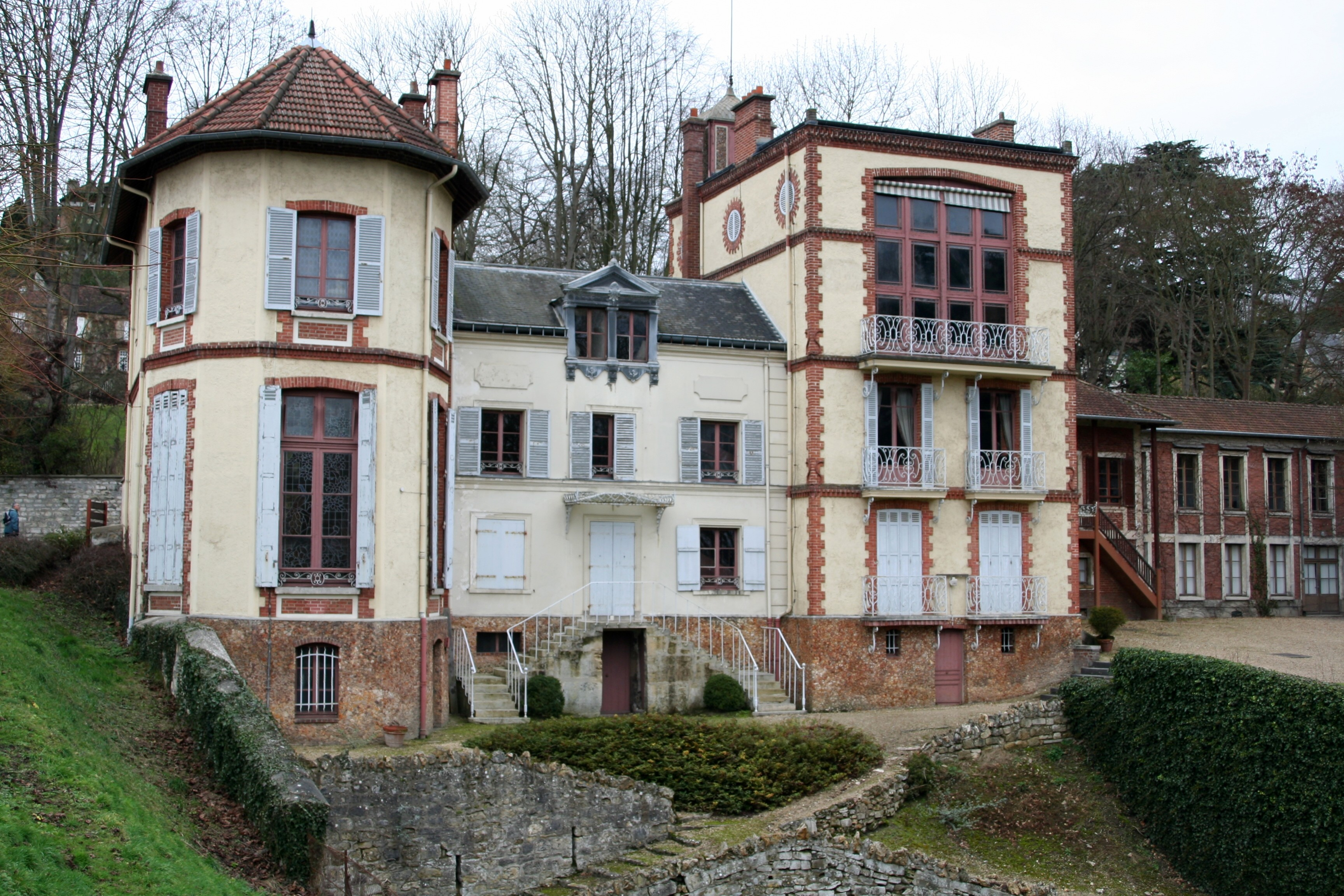
Zolův dům v Médanu

Zola udržoval přátelství s mnoha osobnostmi z literárního prostředí. V roce 1868 se díky své novinářské práci spřátelil s Edmondem Gocourtem a jeho bratrem Julesem. V roce 1871 se setkal s Gustavem Flaubertem, který ho při příležitosti nedělních setkání seznámil s Alphonsem Daudetem a I.S.Turgeněvem.  Sblížil se také s mladými spisovateli, jako byli Guy de Maupassant, Paul Alexis, Joris-Karl Huysmans, Léon Hennique a Henry Céard. Scházeli se v Médanu u Poissy, kde Zola vlastnil od roku 1878 venkovský dům. V roce 1880  tato šestičlenná skupina vydala knihu povídek Médanské večery (Soirées de Médan) inspirovaných prusko-francouzskou válkou.

### Vůdčí osobnost naturalismu

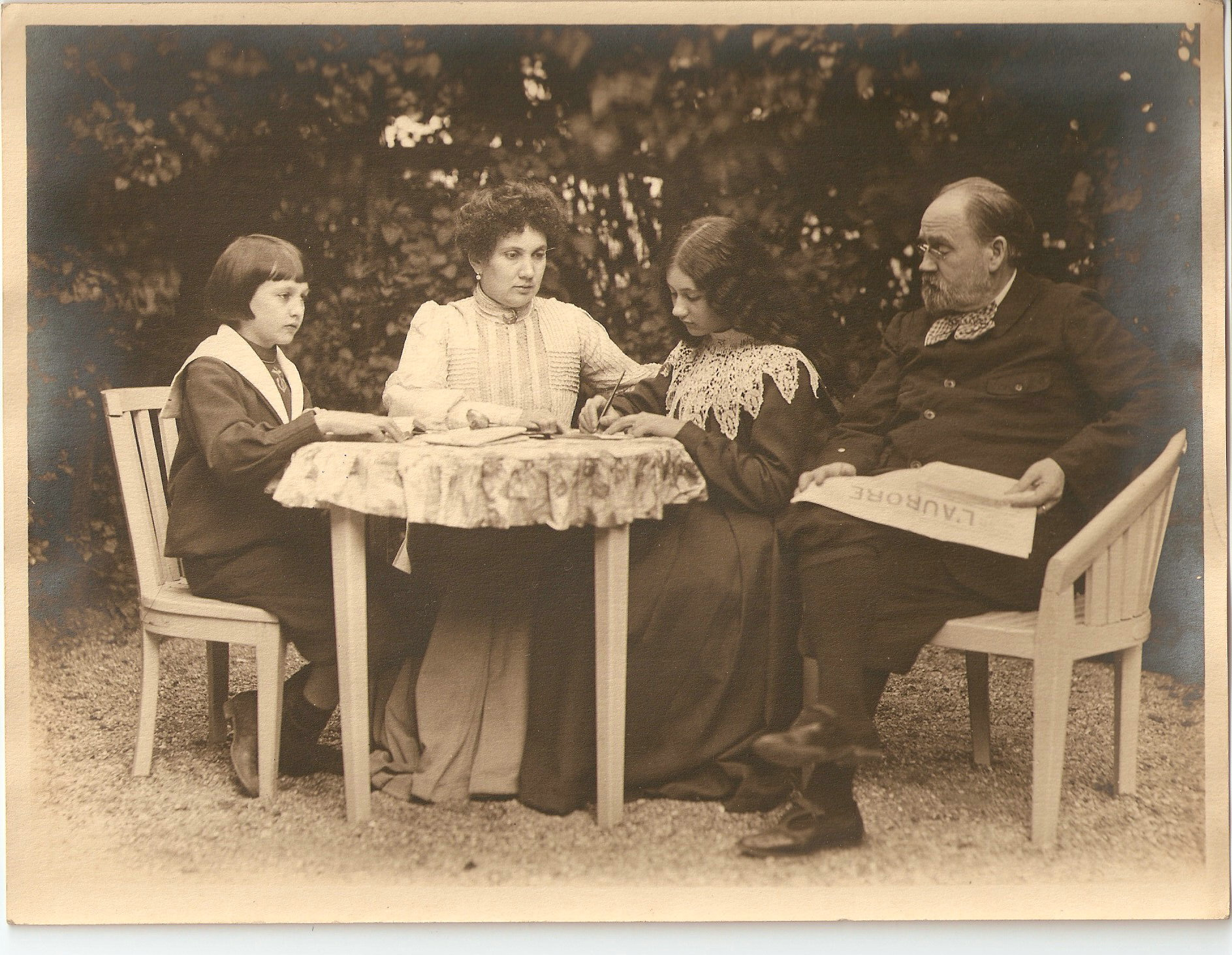
Émile Zola se svojí rodinou

Od počátku sedmdesátých let Zola pracoval na svém rozsáhlém cyklu románů o historii  rodiny Rougon-Macquartů za druhého císařství. Mnoho let se potýkal s vážnými finančními potížemi, jeho situace se začala stabilizovat po obrovském úspěchu vydání románu Zabiják (L'Assommoir) v roce 1877. Od jeho vydání se Zola stal uznávaným vůdcem naturalistické školy, dosáhl tvůrčího vrcholu. Poté, co dosáhl finanční samostatnosti díky pravidelnému vydávání Rougon-Macquartů, ukončil v roce 1881 svou novinářskou práci. V roce 1878 mu byl udělen Řád čestné legie.

Zola byl velmi pracovitý a systematický člověk, jeho život se řídil přesným rozvrhem. Na krbovou římsu své pracovny v Médanu si nechal namalovat motto: Nulla dies sine linea (Ani jeden den bez řádky).  V Médanu obvykle po sedmé hodině, rychlé svačině a půlhodinové procházce po břehu Seiny  absolvoval první pracovní sezení, které trvalo asi čtyři hodiny. Během toho napsal asi pět stránek. Odpoledne věnoval četbě a korespondenci, která  v Zolově tvorbě zaujímala důležité místo. Na sklonku svého života tento řád změnil tak, aby se v odpoledních hodinách více věnoval svým dětem. Některé své aktivity odložil na večery a noci.

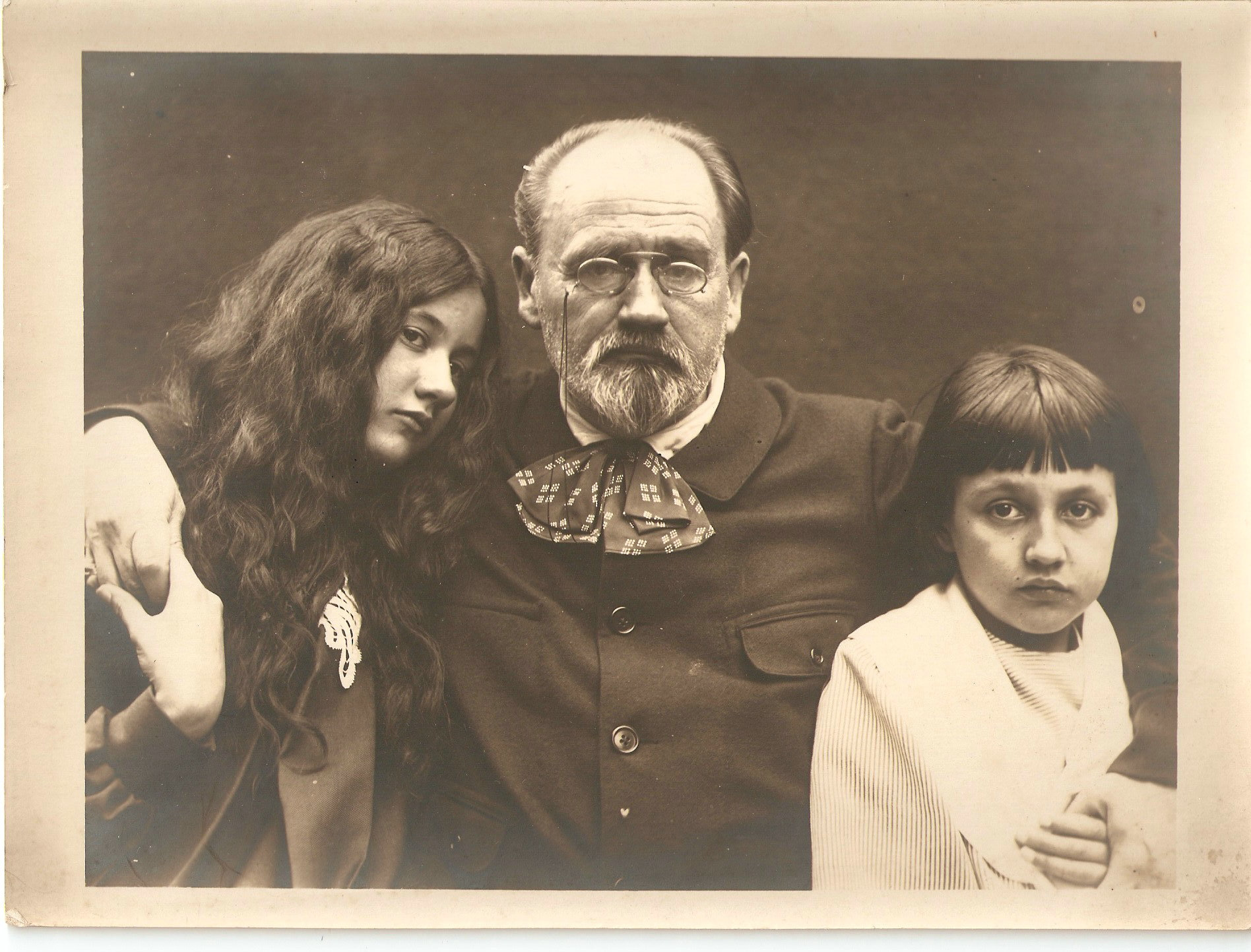
Émile Zola s dětmi (Jacques a Denise)

V roce 1888 se Zola zamiloval do jednadvacetileté pradleny Jeanne Rozerotové, kterou najala jeho žena na výpomoc v domácnosti. Měli spolu tajný vztah, během kterého se narodily dvě děti, dcera Denise (*1889) a syn Jacques (*1891). V roce 1894 si  Zola pronajal dům ve Verneuilu poblíž Médanu, v němž žila Jeanne se svými dětmi. Zolova manželka se o tom dozvěděla po třech letech, ale rodinnou krizi se podařilo překonat. Od té doby žil dvojí život, dělil svůj čas  mezi dvěma ženami.  Zolova žena se dokonce starala o děti, dávala jim dárky, čas od času je brala na procházky a přenášela na ně mateřskou lásku, o kterou byla sama připravena. Po spisovatelově smrti nechala obě děti uznat, aby mohly nést jméno svého otce. Dne 4. května 1907 jim bylo prezidentským dekretem povoleno nahradit příjmení Rozerot jménem Émile-Zola. 
Zola byl úspěšným spisovatelem, ale také byl terčem kritiky. V roce 1887 byl v deníku Le Figaro zveřejněn pamflet, v němž blízcí přátele Daudeta a Goncourta kritizovali právě  vydaný Zolův román  Země (La Terre). Manifest sice uznával  jeho talent, ale vytýkal mu vulgárnost, povrchnost a podbízení se komerci. Od té doby vztahy mezi Zolou, Goncourtem a Daudetem ochladly. Tisk se spisovatele obecně zastal. V roce 1891 byl přijat do Společenství literátů (Société des gens de lettres) a následně byl zvolen prezidentem. Společnost nechal  uznat jako veřejně prospěšný podnik, pod jeho vedením se rozvíjelo právo na literární vlastnictví a obrana autorů ve Francii, byly podepsány úmluvy se zahraničím, například s Ruskem.  Během výkonu funkce se dostal do konfliktu kvůli pomníku Honoré de Balzaca, který na objednávku výboru  vytvořil Auguste Rodin. Sádrový odlitek Rodinova Balzaca, představený na Salonu v květnu 1898, rozpoutal vlnu nenávistných projevů. Teprve v roce 1939 byl bronz konečně vyroben a umístěn na Boulevard Raspail.

### Dreyfusova aféra
Zola se pečlivě držel stranou politického světa, který komentoval s odstupem a  nikdy nekandidoval v žádných volbách.  Stupňující se antisemitské kampaně, které v 90. letech probíhaly ve francouzském tisku, Zolu přiměly, aby se angažoval na obranu židovských spoluobčanů. Během Dreyfusovy aféry publikoval v listopadu a prosinci 1897 sérii článků   nejprve v deníku Le Figaro, posléze v pokrokových novinách  L'Aurore, v nichž  rozkrýval celé pozadí případu. Podepsal se na petici požadující obnovení procesu.  V lednu 1898  publikoval své shrnutí ve formě otevřeného dopisu prezidentu republiky Félixovi Fauremu, který byl zveřejněn pod titulkem  "J'accuse...!" (Žaluji...!). Zola v něm  jmenovitě obvinil protagonisty aféry z justičního zločinu. Dopad článku  byl značný ve Francii i ve světě. Zola se tím dobrovolně  vystavil soudnímu řízení pro pomluvu. Ve zmanipulovaném procesu byl odsouzen k jednomu roku vězení a pokutě. V červenci 1898, ještě před vynesením rozsudku v odvolacím řízení, Zola odjel do Londýna. Kvůli svému odsouzení byl zbaven Řádu čestné legie. Celý případ a Zolův exil  vyvolal velké hnutí veřejného mínění.  Po jedenácti měsících  se vrátil do Paříže se svým posledním románem Plodnost (La Fécondité). V novém procesu s Dreyfusem, který byl předán vojenskému soudu v Rennes, se Zola držel stranou, aby neohrozil šance na úspěch. Svou podporu mu po návratu do Francie  vyjádřil ve čtyřstránkovém dopise. Zolův poslední boj ve prospěch Alfreda Dreyfuse byl útok proti zákonu o amnestii, který plánovala Poslanecká sněmovna s cílem zprostit viny všechny, kdo byli do aféry zapleteni.
Důsledky Zolova angažmá v aféře byly pro spisovatele pozitivní i negativní. Zdá se zřejmé, že článek "J'accuse...!" celou záležitost zcela oživil a dodal jí sociální a politický rozměr, který do té doby neměla. Pro pokrokovou část veřejnosti se Zola jevil jako odvážný obránce hodnot tolerance, spravedlnosti a pravdy. Pro jiné byl ztělesněním zrádce vlasti a armády, v některých novinách byl předmětem každodenních útoků.

### Poslední léta života

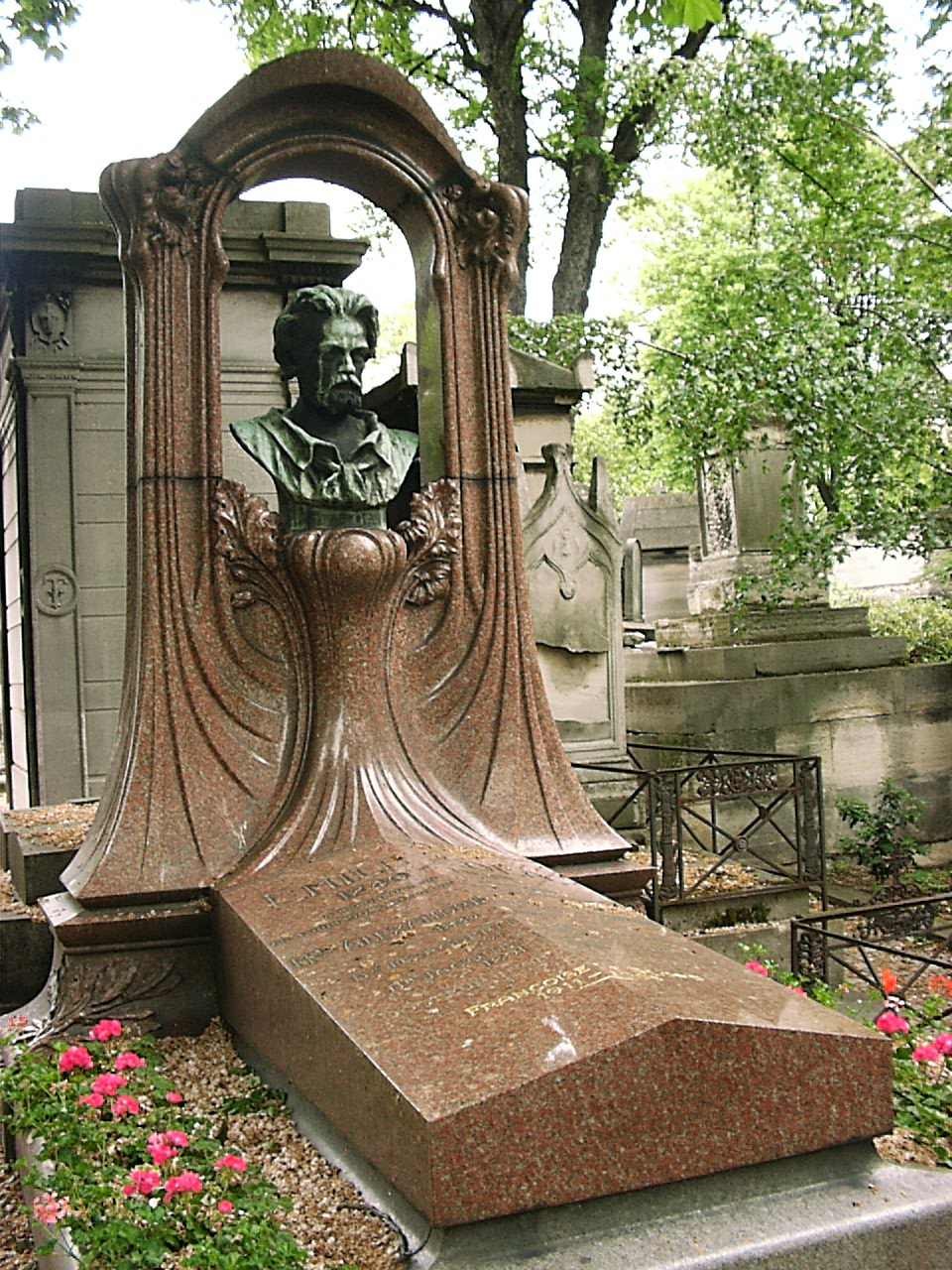
Zola (Cimetière Montmartre)

Zola  začal pracovat na novém cyklu Čtyři evangelia, jehož první svazek, Plodnost, vyšel v roce 1899. Kniha  Práce (Le Travail) následovala v roce 1901, ve stejné době, kdy zemřel jeho celoživotní přítel Paul Alexis. Další román Pravda (Vérité) byl vydán posmrtně. Román  Spravedlnost (Justice) nebyl nikdy vydán, protože kniha zůstala v době spisovatelovy smrti ve formě konceptu. V letech 1901 a 1902 byl nominován na Nobelovu cenu za literaturu. 
Jeho velkou zálibou se stalo fotografování, kterému se intenzivně věnoval po roce 1894. Vlastnil až tucet fotoaparátů a vyrobil kolem sedmi tisíc desek, z nichž se dva tisíce dochovaly. Ve svých laboratořích sám vyvolával  vlastní negativy, zvětšoval je a všemožně experimentoval s barevným papírem nebo nestandardními formáty.  Jeho oblíbenými náměty byly výjevy z každodenního života, fotografované v Paříži, Médanu nebo Verneuil-sur-Seine. Zanechal například mnoho fotografií ze Světové výstavy pořádané v Paříži v roce 1900. Rád také fotografoval krajiny, zejména na svých cestách po Itálii nebo během exilu v Londýně. Častým tématem byla jeho rodina a děti.

Existoval ostrý kontrast mezi mezinárodním uznáním a všeobecným nepřátelstvím ve Francii, které se projevovalo neustálými útoky a tvrdošíjným odmítáním jeho vstupu do Francouzské akademie. Od roku 1890 se Zola celkem devatenáctkrát neúspěšně ucházel o přijetí do Francouzské akademie. Při kandidatuře v roce 1896 mu chyběl jeden hlas k získání potřebného počtu. Když si uvědomil, že jeho zapojení do Dreyfusovy aféry mu definitivně zavřelo dveře Francouzské akademie, se o přijetí už nepokoušel.

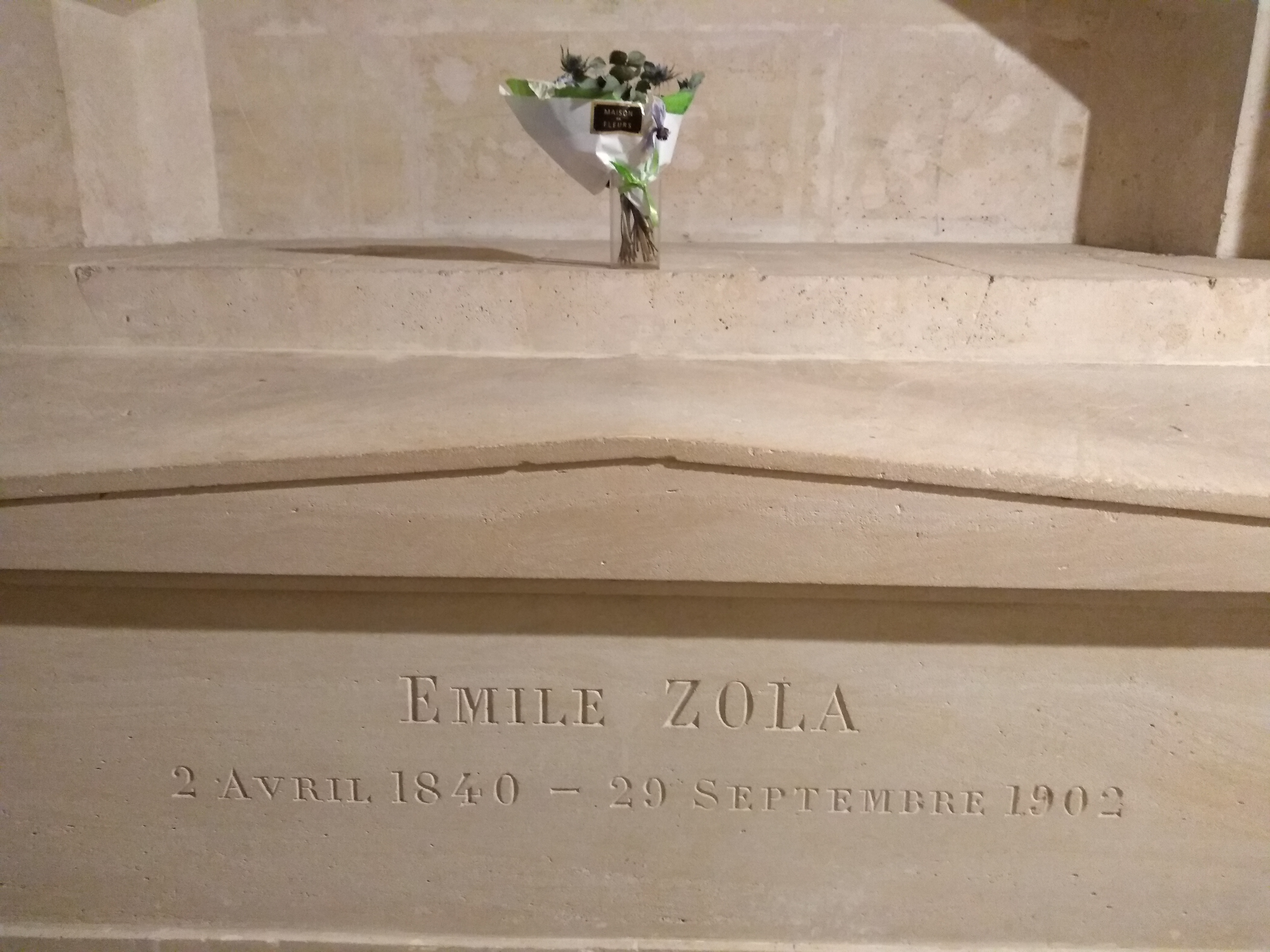
Hrob Zoly v Pantheonu, kam byly jeho ostatky přeneseny v roce 1908

Zola zemřel tragicky na otravu z kouře z ucpaných kamen v pokoji jeho pařížského bytu v noci 29. září 1902. Vyskytly se domněnky, že mohl být záměrně otráven, avšak policejní vyšetřování  je neprokázalo.  Byl pohřben na hřbitově  Montmartre, kde byl v roce 1904 slavnostně odhalen  památník z červeného porfyru (nyní kenotaf) od Frantze Jourdaina s bronzovou bustou Philippa Solariho. V roce 1908 byl Zolův popel  přenesen do Pantheonu.  Na závěr ceremoniálu novinář Louis Gregori zahájil palbu z revolveru na Alfreda Dreyfuse, který byl jen lehce zraněn na paži.
Od roku 1985 je dům v Médanu muzeem Émila Zoly, v němž je umístěna rovněž stálá expozice Dreyfusova případu.

## Dílo

### Principy tvorby
Zola bývá označován za tvůrce naturalismu, který chtěl zobrazit svět a člověka podle nejnovějších dobových poznatků. Naturalisté sami v čele se Zolou, chtěli být pokračovateli balzakovského realismu a chtěli ho ještě více zdokonalit na základě nových vědeckých objevů. Proti romantickému kultu imaginace zdůrazňovali skutečnost. Kladli velký důraz na detailní popis prostředí i situací, zobrazování něčím výjimečné osoby, stojících buďto na okraji společnosti, nebo na jejím vrcholu. Člověk je předurčen prostředím a vrozenými vlastnostmi, které určují jeho duševní i tělesný vývoj a jsou základními faktory jeho budoucího osudu.
Émile Zola rozvinul naturalismus jako literárně-estetický program. Teoreticky jej zpracoval v knize Le roman expérimental (Experimentální román, 1880) Teorii se pokusil uvést v praxi v románovém cyklu, literárním experimentu Les Rougon-Macquart (Rougonové-Macquartové, 1871–1893).  První období tvorby (1866–1878), započalo vydáním sbírky textů Mes haines (Moje nenávist, 1866), která shromažďuje literární a umělecké rozhovory publikované v novinách. V úvodním textu Zola vytyčil hlavní principy své estetiky. Dbal na srozumitelný a jednoduchý styl psaní, ve kterém je vyjádřen spisovatelův osobní přístup. Ovládal umění popisu. Kompozičními postupy a stylem Zola  předznamenal vývoj francouzského románu ve 20. století.
Zola se prezentoval jako pečlivý a metodický spisovatel, který práci na románu začínal vytvořením přípravného spisu. Jeho hlavní metodou byla dokumentace, sběr materiálu. Vycházel z vlastních zážitků a odposlouchaných příběhů,  potom získával informace z písemných dokumentů, knih na dané téma, poznámek, které dostal od  přátel. Cestoval do regionů, které chtěl popsat v  knihách, aby poznal prostředí a atmosféru míst se všemi detaily.  Zolovy přípravné spisy zahrnují také teoretické úvahy o románu v procesu psaní, a to prostřednictvím dialogu se sebou samým. Zvláštní pozornost věnoval rytmu vyprávění a vyváženosti jednotlivých kapitol. Někdy prováděl také  významné opravy toho, co považoval za první verzi  svých románů. Zola kladl důraz na logičnost a přesnost v usuzování. Moderní naturalistický román se měl podle jeho přesvědčení opírat o pozorování a rozbor. Musel vycházet z reality a šlo ho psát pouze až po důkladném prostudování pramenů a dokumentů. O vznik uměleckého díla se  postará představivost, nebo spíše intuice.
Zola je také autorem sborníků kritických statí o divadle a literatuře: Naturalismus a divadlo, Naši dramatičtí autoři, Republika a literatura.

### Dílo - vývoj
Na počátku své kariéry spisovatele se Zola pokoušel o různé žánry,  prozrazující ještě  vliv romantismu. Od poezie přešel k divadelním hrám  (La Laide, Madeleine), které však neměly valný ohlas. Jeho prvním publikovaným dílem byla sbírka povídek Les Contes à Ninon (Povídky Ninoně), jejíž podstata vycházela z textů napsaných již v roce 1859 a vydávaných v časopisech. Kniha pak vyšla v listopadu 1864 v počtu 1 500 výtisků. V roce 1865 byl vydán  převážně autobiografický román La Confession de Claude (Claudova zpověď). V září následujícího roku vycházel na pokračování v časopise  L'Événement další román Le Voeu d'une morte (Přání mrtvého muže), který později přepracoval pro knižní vydání v roce 1889. 
Od roku 1867 Zola psal romány v naturalistickém duchu. Skutečný začátek Zolovy spisovatelské kariéry znamenal  román Tereza Raquinová, který již měl rysy naturalismu. Kniha vyvolala značný rozruch a rozporné kritiky, byla označována za obscénní a amorální.  Na jeho obranu vystoupili bratři Goncourtové.  V roce 1873 Zola román převedl do divadelní podoby pod názvem Thérèse Raquin: drama o 4 dějstvích. Jeho další divadelní hra Dědicové Rabourdinovi (Les Héritiers Rabourdin)  v roce 1874 však skončila neúspěchem a komedie Růžové poupě (Le Bouton de rose) byla v květnu 1878 uvedena pouze sedmkrát. Poslední hru Renée, drama o pěti dějstvích, Zola napsál na žádost Sarah Bernhardtové podle románu Štvanice (La Curée). Představení bylo uvedeno v dubnu 1887 v Théâtre du Vaudeville a bylo dalším zklamáním. Od té doby už Émile Zola nepsal pro divadlo, a tak ukončil svou kariéru dramatika.
Inspirován Lidskou komedií Honoré de Balzaka začal v roce 1868 pracovat na projektu, jehož cílem bylo zpracovat Přírodní a sociální dějiny rodiny za druhého císařství (1851–1870). Románový cyklus  sledující životy členů dvou větví fiktivní rodiny Rougon-Macquartů se měl původně  skládat z deseti svazků, nakonec jich během let 1871–1893 vzniklo dvacet.   Snažil se v něm postihnout různé aspekty francouzské společnosti  s jejími zásadními ekonomickými a sociálními otázkami.   Uvádí zde vůbec poprvé jako hlavní postavy obyčejné dělníky a lidi z periférie. Potomci rodiny se stávají dělníky, horníky, kněžími, vědci, zemědělci, vojáky, podnikateli, spekulanty, živnostníky, prostitutkami i politiky, jejich prostřednictvím autor bez příkras dokumentuje dobu a společnost. Určujícím znakem celého cyklu jsou přechody jednotlivých postav více díly, ve kterých se postupně vyvíjejí (viz rodokmen rodiny v externích odkazech). Cyklus je jedním z nejvýznamnějších děl francouzského naturalismu. 
V letech 1871 až 1876 vydal prvních  šest románů. Byl již uznávaným spisovatelem, ale očekávanou slávu mu přinesl až román Zabiják ( L'Assommoir), který vyšel v roce 1877. Zola v něm realisticky popisuje prostředí dělníků a řemeslníků, upozorňuje na jejich bídu a ničivé účinky  alkoholismu. Román měl obrovský úspěch, ale zároveň vyvolal kritiku. Zola  byl obviňován na jedné straně z triviality a pornografie, na druhé pak z pomlouvání a očerňování chudých lidí. List Le Figaro ho označil za socialistu. Kniha vyšla během devíti měsíců v 38 vydáních.   Další skandál   následoval v roce 1879 po vydání románu Nana  z prostředí kurtizán a vysoké společnosti. Kniha se stala bestsellerem ve Francii i v zahraničí. První den se prodalo 50 000 výtisků a nakladatel musel dotisknout dalších deset vydání. V letech 1882 až 1884 vydal Émile Zola pět nových románů, mezi nimi mistrovské dílo Germinal  z roku 1885. Popisuje v něm historii hornictví a každodenní život horníků v uhelných revírech na severu Francie, jejich boj za lepší podmínky. V rámci přípravy  Zola navštívil místo, kde se odehrála stávka horníků, sesbíral velké množství faktografického materiálu, studoval teorie různých ekonomických systémů. Závěr románu naznačuje, že kolektivní úsilí dělníků a jejich odmítání jejich bídných životů v sobě nese zárodky budoucích revolt.  Kniha měla obrovský úspěch, dokonce i Zolovi odpůrci byli nuceni uznat literární kvalitu díla. Bestsellerem se stal v roce 1892  také  historický román Rozvrat ( La Débâcle,1892) o rozpadu císařství po porážce u Sedanu. V posledním románu  cyklu Doktor Pascal (Le Docteur Pascal, 1893), který shrnuje rodinnou historii, je uveden celý rodokmen Rougon-Macquartů.   
- Štěstí Rougonů (La Fortune des Rougon, 1871), 1. román z cyklu Rougon-Macquartů, obsahuje autorův úvod k celému cyklu
- Štvanice/Kořist (La Curée, 1871–72), rozkoše a lesk Paříže
- Břicho Paříže (Le Ventre de Paris, 1873), román z prostředí pařížské tržnice
- Dobytí Plassansu (La Conquête de Plassans, 1874), křivolaké cesty ctižádostivého kněze; česky pouze 1913, v novém překladu 1924 a 1933
- Hřích abbého Moureta/Poklesek abbého Moureta (La Faute de l'Abbé Mouret, 1875), láska mladého kněze, který trpí ztrátou paměti
- Jeho veličenstvo Eugène Rougon/Jeho excelence Eugene Rougon (Son Excellence Eugène Rougon, 1876)
- Zabiják (L'Assommoir, 1877)
- Lístek lásky (Une Page d'amour, 1878), smyslná láska mladé dívky v příkrém rozporu s láskou k matce
- Nana (Nana, 1880). Dostupné online.
- Pod pokličkou/U rodinného krbu (Pot-Bouille, 1882) (na internetu téměř všude chybně uváděno pod názvem „Kořist“, což je román „La Curée“), život v hlučném pařížském činžáku. Octave Mouret, jedna z postav románu pokračuje v dalším románu jako majitel obchodního domu U štěstí dam,
- U štěstí dam (Au Bonheur des Dames, 1883), historie růstu pařížského obchodního domu na pozadí životní dráhy mladého a ctižádostivého obchodníka a  mladé dívky Denisy,  která jako sirotek se svými mladšími bratry přijde do Paříže. Denisa obtížně postupuje v žebříčku funkcí v obchodním domě a až v závěru se stane manželkou jeho majitele
- Radost ze života (La Joie de vivre, 1884), česky dosud nepublikováno; slovensky Radosť žiť, 1966
- Germinal (Germinal, 1885), román z prostředí horníků zobrazující vyhrocený konflikt mezi dělníky a majiteli dolů
- Mistrovské dílo/Dílo (L'Œuvre, 1886), obraz uměleckého snažení Paříže
- Země (La Terre, 1887), velkolepá oslava země-dárkyně
- Sen (Le Rêve, 1888)
- Lidská bestie/Člověk bestie (La Bête humaine, 1890), naturalistický román z železničního prostředí
- Peníze (L'Argent, 1891), hrůza otroctví, kterým peníze působí na člověka
- Rozvrat (La Débâcle, 1892), scény z Prusko-Francouzské války v letech 1870–1871
- Doktor Pascal (Le Docteur Pascal, 1893), poslední román z cyklu Rougon-Macquartové.

Zolova poslední tvorba se odlišuje od naturalisticky pojatého cyklu Rougon-Macquartů. Poté, co se v září 1891 se zúčastnil velké pouti do Lurd, se Zola rozhodl napsat  román o náboženství. Vznikla protiklerikální trilogie Tři města (Les Trois villes), náboženské, filozofické a sociální zhodnocení 19. století. Tvoří ji romány nazvané podle  Lurd, Říma a Paříže. Zola své myšlenky vyjadřuje prostřednictvím hlavní postavy  abbé Pierre Fromenta,  která spojuje všechny části cyklu. Už vydání prvního románu Lurdy v roce 1894 vyvolalo bouřlivou reakci konzervativních kruhů a církve, která jej zařadila na Index zakázaných knih (Index librorum prohibitorum). Také další romány, Řím ( popis moderního vysokého kléru s papežem na jeho vrcholu a jeho postavení v sociálním modernismu konce století) a Paříž (kontrast mezi bohatstvím a bídou, buržoazií a dělnickou třídou, řád versus anarchie), vydané v letech 1895–1898, vyvolaly stejnou reakci.
Přímým pokračováním byl cyklus Čtyři evangelia (Les quatre Evangiles) s romány Plodnost (Fécondité, 1899), Práce (Travail, 1901), Pravda (Vérité, 1903-posmrtně) a připravovaná Spravedlnost (Justice).  Jeho předčasná smrt však zabránila dokončení posledního díla, které zůstalo ve fázi konceptu. Tato díla jsou ovlivněna idejemi utopického socialismu.

## Ohlas v Čechách
První ohlasy na Zolu a jeho naturalismus se v Čechách objevily v letech 1879 – 1880.  Mezi prvními díly  byly povídky a rané lyrické básně v překladu  Jaroslava  Vrchlického. Zolovy romány byly komentovány ze začátku velmi kriticky. Kladněji byl přijat Zabiják a Nana.  Překlady se uskutečňovaly již na počátku 20. století, ale teprve po 1. světové válce se zvýšila jejich úroveň  a kvalita. Kriticky se k jeho románovém cyklu Rougon-Macquartové stavěl T.G.Masaryk, který v něm nenacházel žádné nové myšlenky, nové pohledy, vyčítal mu povrchnost ve zpracování tématu. Zola si podle Masaryka pod experimentálním románem představil praktickou sociologii, která má pomáhat politice a ekonomice. S touto představou se  Masaryk neztotožňuje. Vyčítá mu jeho pohled na sexualitu a pohlavní život.  Z literárně kritického hlediska psal o Zolovi F. X. Šalda v monografické knize Duše a dílo. Postrádá u něj zkušenosti z prožitého života, zkušenosti ze vztahů. U Zoly Šaldovi chybí osobní vztah k látce. Jeho romány jsou napsány se snahou po účelnosti a úplnosti, bez osobního vkladu a vnitřního prožitku.  Inspiraci mu podává život v podobě drobných zpráv a dokumentů. Své zkušenosti potom získává četbou odborných knih. Označil Zolu za literárního konstruktéra. 
Patnáctisvazkové vydání Zolových spisů vyšlo v Knihovně klasiků nakladatelství Odeon v na přelomu sedmdesátých a osmdesátých let 20. století.